# Juan de la Vega (arquitecto)
Juan de la Vega (Secadura, Junta de Voto, Cantabria, ca. 1515 – Valladolid, 1585) fue un maestro de cantería y arquitecto español del siglo XVI, asentado en Valladolid desde 1542 cuyo taller llegó a tener una gran notoriedad y en el que se formaron muy buenos arquitectos, entre otros Juan de Nates —que llegó a ser su yerno al contraer matrimonio con su hija María  de la Vega— y Ribero Rada. Desarrolló un importante papel como protector del oficio de los maestros de la comarca del Voto que trabajaban en tierras vallisoletanas. Fue ayudante y hombre de confianza del principal arquitecto renacentista español de su época, Rodrigo Gil de Hontañón, de quien fue fiador en varias obras y tasador en otras, y quien en su testamento le nombró «tasador de sus obras inacabadas».
Casó con María Sánchez de Cerecedo, con la que tuvo tres hijos: Juan y García, que serían maestros y arquitecto como él (ver https://dialnet.unirioja.es/descarga/articulo/2690911.pdf), y que les sustituirían a su muerte, y María casada con Juan de Nates.

## Vida profesional
Inició su carrera profesional con maestros cántabros como Juan de Escalante (c. 1501). En 1537 asumió la dirección de la obra del puente de Solía en Cantabria que ya había tomado la configuración definitiva de cinco ojos en arco apuntado, tajamares, piedra de sillería y mampostería y una ligera elevación central en lomo de burro; ya por entonces presentaba problemas de estructura.

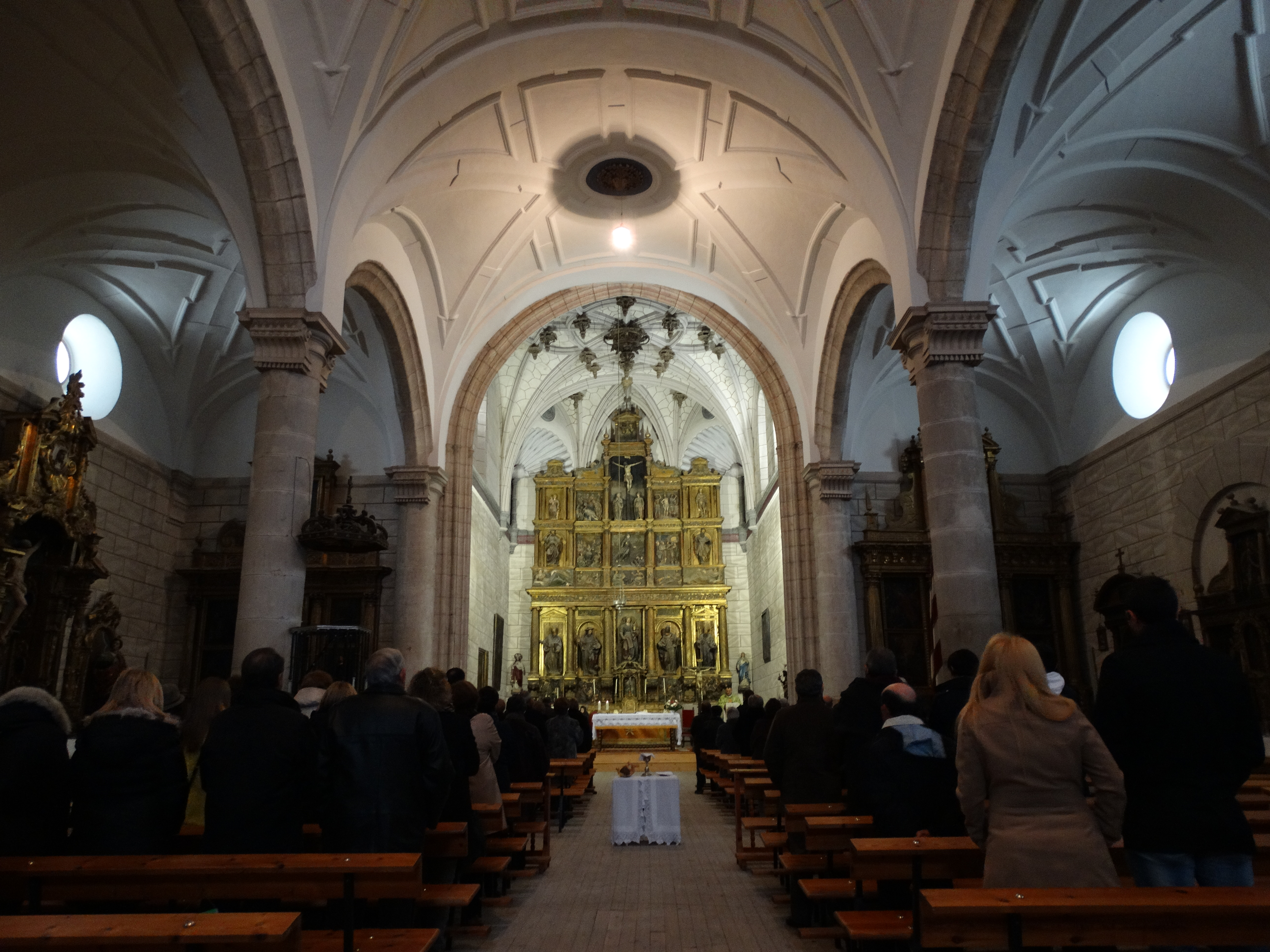
Interior de la iglesia de la Magdalena en Matapozuelos

Años más tarde se afincó en Valladolid y en 1553 está documentada su participación y dirección en la obra del hospital de la Resurrección. En 1566 fue fiador de Rodrigo Gil de Hontañón, junto con Juan de Escalante y Juan de la Lastra, para la iglesia de la Magdalena de Valladolid garantizando el fiel cumplimento y obligaciones del arquitecto.
Su actividad en Valladolid no cesó y en 1567 concertó la realización de dos portadas para el monasterio del Abrojo que fueron realizadas por Cristóbal de la Serna. Al mismo tiempo realizaba las obras de las naves laterales en la iglesia de la Magdalena de Matapozuelos, siguiendo las trazas de Juan de Escalante. Levantó los muros de cierre de las naves con sus contrafuertes y abrió la portada sur. En 1574 se continuó con la construcción siendo Juan de la Vega su maestro de obras y su aparejador Sebastián de la Vega.
En 1572 fueron requeridos sus conocimientos como tracista para el proyecto de la capilla de Hernán López de Calatayud, regidor de la ciudad, dentro de la desaparecida iglesia de San Antón de Valladolid que estaba situada en la calle del Santuario esquina a la calle de Simón Aranda. Juan de Nates se encargó de la realización. Las obras terminaron dos años después.
También en Valladolid colaboró en 1567 en la reconstrucción de la plaza Mayor.

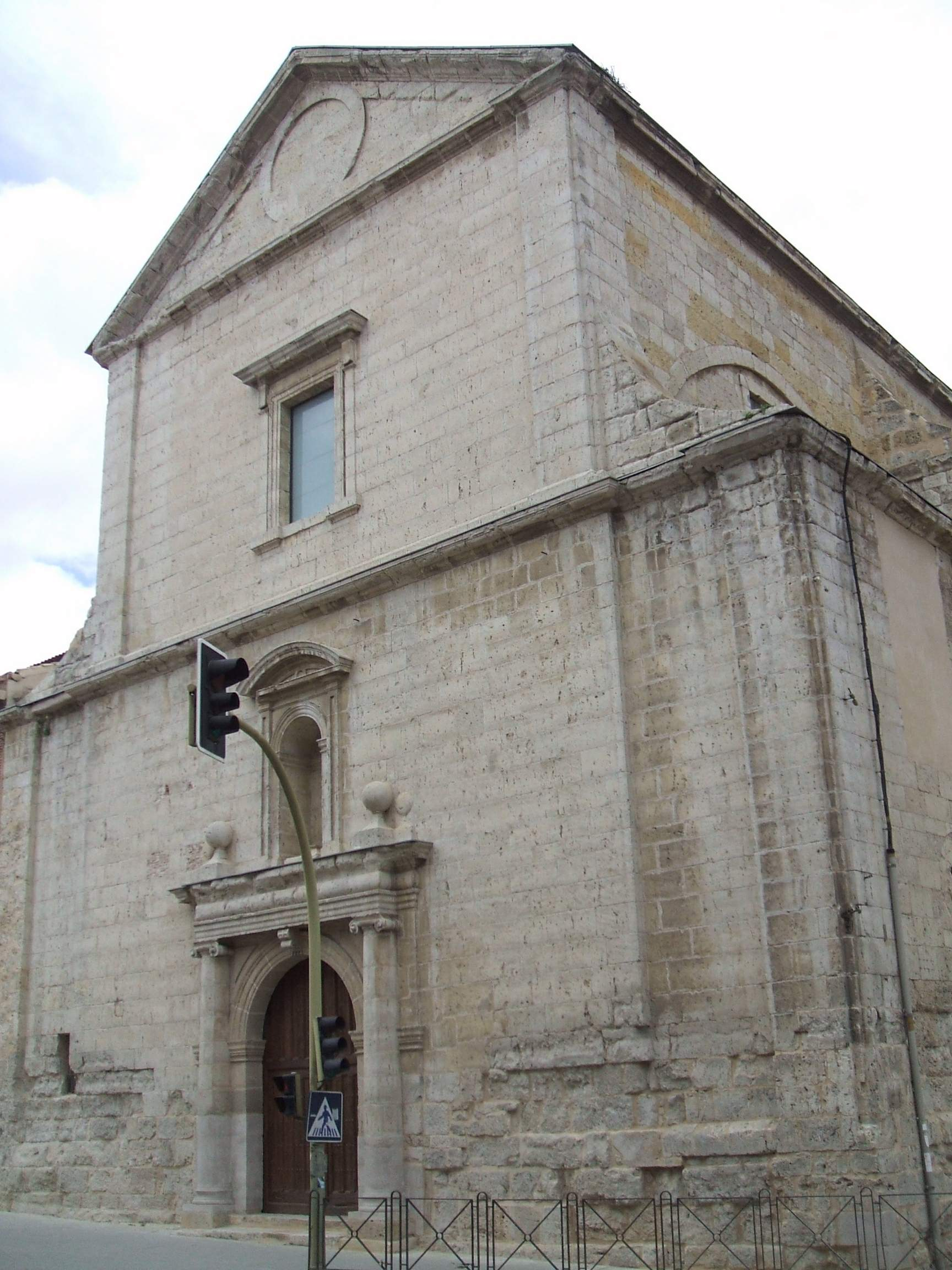
Iglesia de San Pedro Mártir en Medina de Rioseco, Valladolid

En Pesquera de Duero, en 1574, dirigió junto con Gonzalo de Sobremazas la construcción de la iglesia parroquial de San Juan Bautista. Dos años antes, en 1572 había firmado un contrato para la obra de la colegiata de San Luis en Villagarcía de Campos (Valladolid). Modificó el proyecto de Rodrigo Gil de Hontañón al suprimir el cimborrio, considerado obra anticuada  lo que dio lugar a un conflicto entre ambos maestros. Terminó las obras en 1579 y salió fiador Juan de Ribero Rada, arquitecto seguidor del clasicismo.
El 29 de enero de 1580 Juan de la Vega contrató la obra de la iglesia de San Pedro Mártir en Medina de Rioseco, Valladolid. Fue Nates quien realizó las trazas pero fue Juan de la Vega quien las firmó.
Puente de Quintanilla y Olivares
El puente que une los municipios de Olivares de Duero y Quintanilla de Onésimo fue un proyecto deseado desde el siglo XV; los Reyes Católicos dieron el consentimiento para su construcción en 1494 pero hasta 1571 no se acometieron las obras. Se repartió la obra entre dos arquitectos: Juan de la Vega por la parte de Quintanilla y Francisco del Río por la de Olivares. Ambos se comprometieron a comenzar con dos arcos y los pilares correspondientes. Dio fe de su comienzo el escribano de Olivares Alonso Pero Mingo. Las obras duraron años siempre por dificultades económicas. Juan de la Vega no lo vio terminado pero se tiene noticia de que aun estaba trabajando en el puente en 1583, dos años antes de su muerte. Remató la obra Felipe de la Cajiga.
Lo último que se conoce sobre la actividad profesional de Juan de la Vega data de 1585, año de su muerte. Se sabe que salió fiador de Diego Gómez de la Sisniega para llevar a cabo la construcción del puente de Torquemada en Palencia.